# Juan Alonzo
Pour les articles homonymes, voir Alonzo.
Juan Alberto Alonzo (né en 1911 à Cuba et mort à une date inconnue) était joueur international de football cubain, attaquant.

## Biographie

### Club
On sait peu de choses sur sa carrière de club, mais on sait que durant sa carrière de club, il évolue dans le club du championnat de Cuba du Fortuna Havana.

### International
Il est également international avec l'équipe de Cuba. Il prend part à la coupe du monde 1938 en France.